# Seenotrettungsstation Heiligenhafen
Die Seenotrettungsstation Heiligenhafen ist ein Stützpunkt der Deutschen Gesellschaft zur Rettung  Schiffbrüchiger (DGzRS) in Heiligenhafen an der Ostsee. Die Station gehört zu den ältesten DGzRS-Stationen in diesem Teil der Ostsee. Für die freiwilligen Seenotretter hat die Gesellschaft im Hafen ein Seenotrettungsboot (SRB) stationiert. Die Alarmierung der Station erfolgt im Regelfall durch die Zentrale der DGzRS in Bremen, wo die Rettungsleitstelle See (MRCC Bremen) ständig alle Alarmierungswege für die Seenotrettung überwacht.

## Aktuelle Rettungseinheit
Auf der Nordseite des Hafens von Heiligenhafen liegt seit dem Jahr 2000 das Seenotrettungsboot HEILIGENHAFEN, mit dem die Retter jederzeit auslaufen können. Das SRB 54 entstammt der ersten Serie der aktuellen Bauform mit 9,5 Meter Länge und war auf der Schweers-Werft in Bardenfleth an der Weser gebaut worden. Nach seiner Fertigstellung kam das Boot an die Stadt an der Ostsee hinter der lang gestreckten Halbinsel Graswarder. Durch den starken Motor von 320 PS gelingt es den Rettern auch größere Schiffe ab- und freizuschleppen. Zur leichteren Aufnahme von Personen aus dem Wasser besitzen diese Boote eine Bergepforte in Wasserspiegelhöhe.

## Einsatzgebiet und Zusammenarbeit

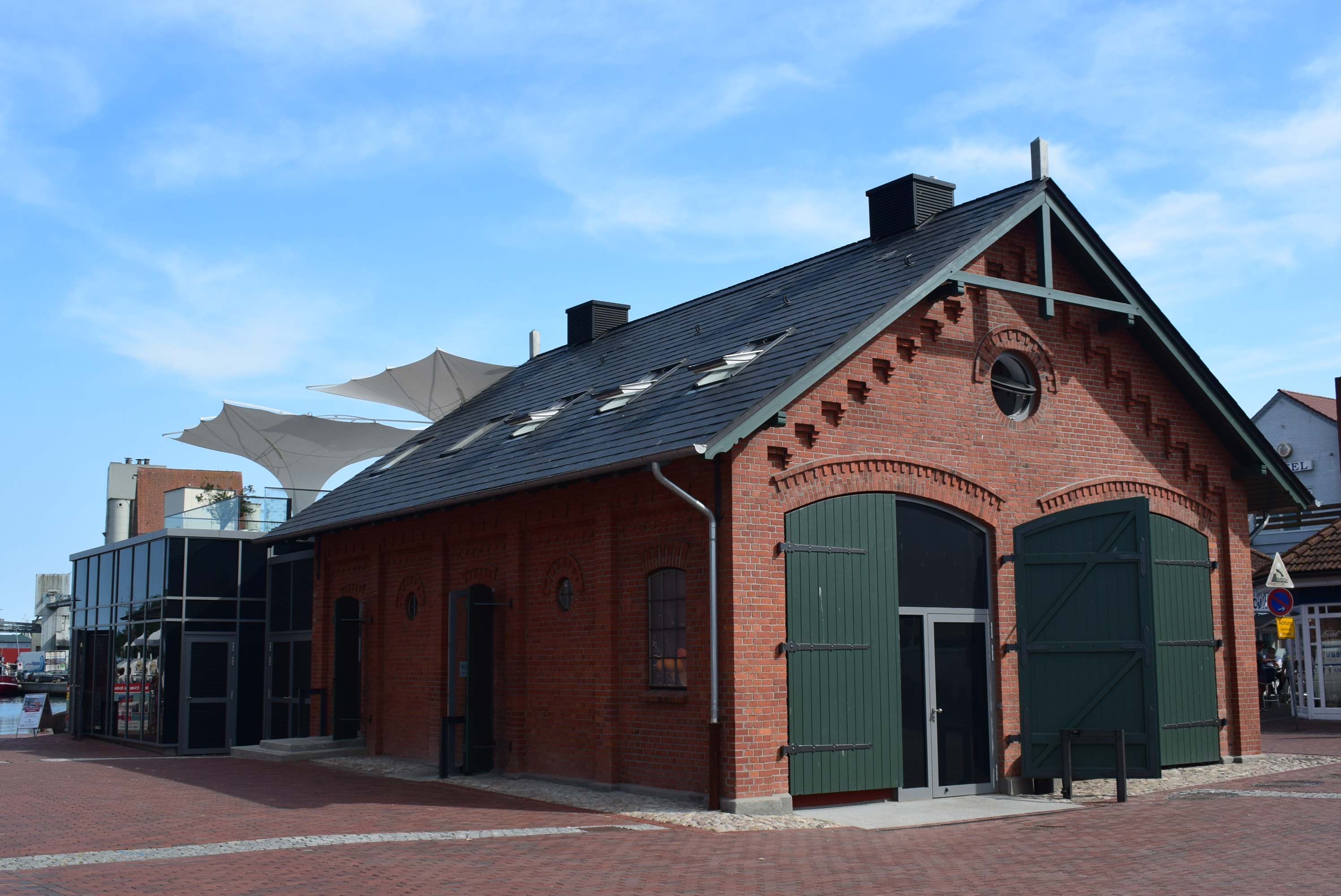
Die Rückseite des alten Rettungsschuppens

Der lebhafte Hafenort vor der Insel Fehmarn ist Heimatbasis von Fischkuttern und einer großen Hochseeangelflotte. Daneben laufen Getreidefrachter den Hafen an und es starten Ausflugsfahrten zur Insel Fehmarn. An den Hafen grenzt die Marina mit rund tausend Liegeplätzen, wo die größte Yachtcharterflotte an der deutschen Ostseeküste auf Wassersportler wartet.
Das Revier der Retter aus Heiligenhafen reicht von der Hohwachter Bucht bis zum Fehmarnsund zwischen Leuchtturm Flügge und Fehmarnsundbrücke. Die Ansteuerung von Heiligenhafen ist nautisch anspruchsvoll, da das lagunenartige Naturschutzgebiet mit vielen Flachwasserstellen hinter der weitverzweigten Halbinsel Graswarder durchfahren werden muss. Havarien an der Warderspitze sind immer wieder Grund für den Einsatz der Retter. Der künstlich abgeteilte Binnensee im Westen von Heiligenhafen wird durch die DLRG abgesichert.
Bei einem Seenotfall im Seegebiet erfolgt eine Zusammenarbeit mit den Rettern der Nachbarstationen:
- Boot der Seenotrettungsstation Lippe/Weißenhaus
- Boot der Seenotrettungsstation Puttgarden
- Kreuzer der Seenotrettungsstation Großenbrode

An der Wurzel des Stadthafens steht noch der alte Rettungsschuppen der DGzRS aus dem Jahr 1900. Durch einen Anbau wird der Schuppen heute als Restaurant genutzt.

## Historie der motorisierten Rettungseinheiten
Nach dem im Jahr 1900 erfolgten Bau eines Rettungsschuppens hatte die DGzRS die Station im Februar 1901 offiziell in Betrieb genommen. Als Rettungsgerät lagerte dort ein 7,5 Meter langes Rettungsboot auf einem Transportwagen. Als Ergänzung war ein Raketenapparat vorhanden. 1928 begann die Ära der Motorrettungsboote, die durch die Kriegsereignisse unterbrochen wurde, da die Station zerstört wurde. Als erste der 60 Raketenstationen an der Ostsee bekam Heiligenhafen 1938 einen Raketen-Kraftwagen. Mit Auflösung der Station wurde der Raketenapparat zur Station in Westerland verbracht.
| Stationierung von Motorrettungsbooten  |                          |                          |                          |                            |                          |                          |                              |
| Zeitraum                               | Schiffsname              | Reg.-Nr.                 | Länge oder Klasse        | Anz. Motoren ges. Leistung | Geschw.                  | vorige Station           | Verlegung nach oder Verbleib |
| 1928 → 1938                            | GEHEIMRAT SARTORI (I)    | KR D 416                 | 11,85 Meter              | 1 → 50 PS                  | 8,0 kn                   | Neubau                   | → Wrementief                 |
| 1938 → 1940                            | JOHANNES MESS            | KR D 436                 | 8,50 Meter               | 1 → 36 PS                  | 7,5 kn                   | Neubau                   | → Westerland                 |
| 1949 → 1972                            | Station nicht in Betrieb | Station nicht in Betrieb | Station nicht in Betrieb | Station nicht in Betrieb   | Station nicht in Betrieb | Station nicht in Betrieb | Station nicht in Betrieb     |
| Stationierung von Seenotrettungsbooten |                          |                          |                          |                            |                          |                          |                              |
| 1972 → 1975                            | BRUNTJE (I)              | KRST 16                  | 7-m-Klasse (I)           | 1 → 54 PS                  | 10,0 kn                  | Neubau                   | → Burgtiefe/Fehmarn          |
| 1975 → 2000                            | EDUARD NEBELTHAU         | KRST 2                   | 12-m-Klasse              | 1 → 240 PS                 | 17,0 kn                  | von Travemünde           | SAR Schule Neustadt          |
| seit 2000                              | HEILIGENHAFEN            | SRB 55                   | 9,5-m-Klasse             | 1 → 320 PS                 | 18,0 kn                  | Neubau                   | auf Station                  |

Quellen: 

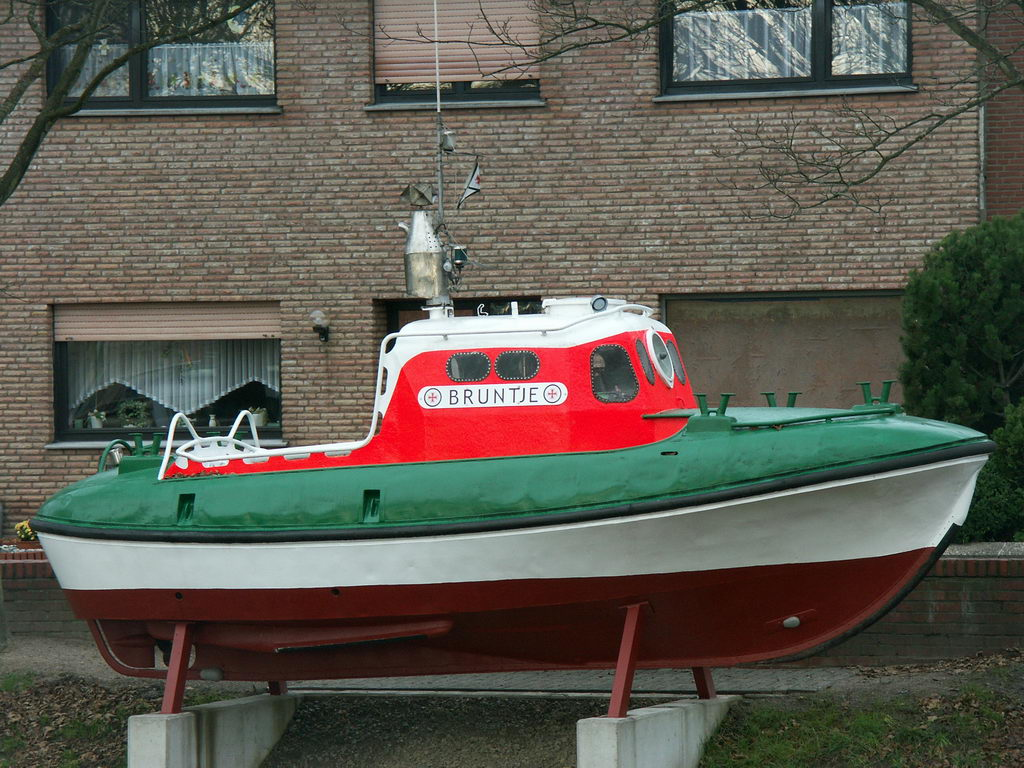
Die BRUNTJE im Schiffahrtsmuseum Haren (Ems)
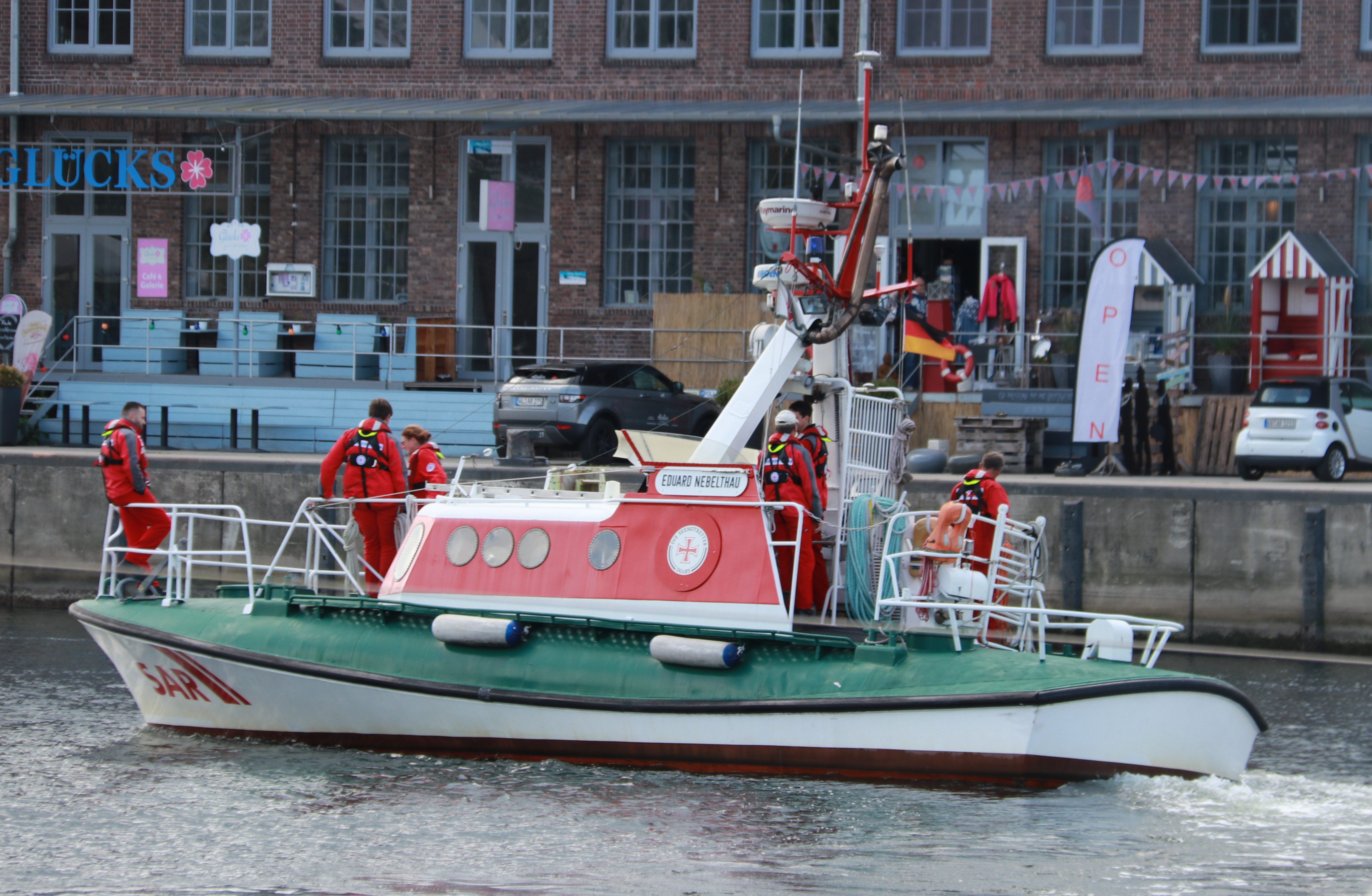
Die EDUARD NEBELTHAU